# Linda Lundqvist
Linda Lundqvist, född 1975, är nyhetsankare på TV4 sedan sommaren 2006. Hon har tidigare arbetat på bland andra Sveriges Radio Ekot, SVT24 och Kunskapskanalen. Hon kommer ursprungligen från Halmstad, men utbildade sig i journalistik i Sundsvall.